# Сорово (Вилегодское сельское поселение)
Сорово — деревня в Вилегодском муниципальном округе Архангельской области.

## География
Находится в юго-восточной части Архангельской области, к западу от автодороги 11К-142, на расстоянии приблизительно 26 км на северо-восток по прямой от административного центра района села Ильинско-Подомское на правом берегу реки Виледь.

## История
Была отмечена деревня еще в 1710 году как поселение с 1 двором. В 1859 году здесь (деревня Сольвычегодского уезда Вологодской губернии) было учтено 9 дворов. До 2020 года входила в состав Вилегодского сельского поселения до его упразднения.

## Население
Численность населения: 7 человек (1710 год), 74 (1859), 0 как в 2002 году, так и в 2010.